# Jabung (Talun)
Jabung is een bestuurslaag in het regentschap Blitar van de provincie Oost-Java, Indonesië. Jabung telt 3290 inwoners (volkstelling 2010).